# Düsseldorfer Turn- und Sportverein Fortuna 1895 2017-2018
Questa voce raccoglie le informazioni riguardanti lo  Düsseldorfer Turn- und Sportverein Fortuna 1895  nelle competizioni ufficiali della stagione calcistica 2017-2018.

## Stagione
Nella stagione 2017-2018 il Fortuna Düsseldorf, allenato da Friedhelm Funkel, concluse il campionato di 2. Bundesliga al 1º posto e fu promosso in Bundesliga. In coppa di Germania il Fortuna Düsseldorf fu eliminato al secondo turno dallo Borussia M'gladbach.

## Rosa
| N. |                     | Ruolo | Calciatore         |
| -- | ------------------- | ----- | ------------------ |
| 1  | Germania (bandiera) | P     | Michael Rensing    |
| 22 | Germania (bandiera) | P     | Thorsten Stuckmann |
| 38 | Germania (bandiera) | P     | Tim Wiesner        |
| 30 | Germania (bandiera) | P     | Raphael Wolf       |
| 26 | Germania (bandiera) | P     | Mario Zelic        |
| 5  | Turchia (bandiera)  | D     | Kaan Ayhan         |
| 32 | Germania (bandiera) | D     | Robin Bormuth      |
| 23 | Germania (bandiera) | D     | Niko Gießelmann    |
| 18 | Germania (bandiera) | D     | Gökhan Gül         |
| 36 | Germania (bandiera) | D     | Anderson Lucoqui   |
| 4  | Germania (bandiera) | D     | Julian Schauerte   |
| 15 | Germania (bandiera) | D     | Lukas Schmitz      |
| 39 | Germania (bandiera) | D     | Jean Zimmer        |
| 13 | Germania (bandiera) | C     | Adam Bodzek        |
| 27 | Germania (bandiera) | C     | Taylan Duman       |

| N. |                        | Ruolo | Calciatore         |
| -- | ---------------------- | ----- | ------------------ |
| 7  | Germania (bandiera)    | C     | Oliver Fink        |
| 40 | Canada (bandiera)      | C     | Kianz Froese       |
| 25 | Giappone (bandiera)    | C     | Genki Haraguchi    |
| 3  | Germania (bandiera)    | C     | Andre Hoffmann     |
| 24 | Giappone (bandiera)    | C     | Justin Kinjo       |
| 19 | Croazia (bandiera)     | C     | Davor Lovren       |
| 6  | Germania (bandiera)    | C     | Florian Neuhaus    |
| 31 | Germania (bandiera)    | C     | Marcel Sobottka    |
| 33 | Giappone (bandiera)    | C     | Takashi Usami      |
| 28 | Germania (bandiera)    | A     | Rouwen Hennings    |
| 8  | Stati Uniti (bandiera) | A     | Jerome Kiesewetter |
| 21 | Svezia (bandiera)      | A     | Emir Kujović       |
| 35 | Croazia (bandiera)     | A     | Karlo Majić        |
| 16 | Norvegia (bandiera)    | A     | Håvard Nielsen     |
| 9  | Belgio (bandiera)      | A     | Benito Raman       |

## Organigramma societario
Area tecnica
- Allenatore: Friedhelm Funkel
- Allenatore in seconda: Axel Bellinghausen, Thomas Kleine
- Preparatore dei portieri: Claus Reitmaier
- Preparatori atletici: Robin Sanders, Carsten Fiedler, Thomas Gucek, Marcel Verstappen

## Risultati

### 2. Bundesliga

#### Girone di andata
| Arbitro: | Dingert |

|                         |           |                      |
| Sobottka 9’ Neuhaus 79’ | Marcatori | 35’ Baffoe 60’ Nyman |

| Arbitro: | Brych |

|  |           |                           |
|  | Marcatori | 42’ Hennings 48’ Sobottka |

| Arbitro: | Dankert |

|                       |           |  |
| Bebou 43’ Neuhaus 76’ | Marcatori |  |

| Arbitro: | Heft |

|           |           |                        |
| Höler 22’ | Marcatori | 51’ Bebou 90’ Hennings |

| Arbitro: | Aarnink |

|                                    |           |                               |
| Sobottka 17’ Usami 84’ Neuhaus 90’ | Marcatori | 69’ Kreilach 78’ (aut.) Ayhan |

| Arbitro: | Petersen |

|                               |           |                       |
| Dursun 35’, 63’ Caligiuri 44’ | Marcatori | 62’ (rig.) Gießelmann |

| Arbitro: | Kempter |

|             |           |  |
| Kujović 54’ | Marcatori |  |

| Arbitro: | Brych |

|           |           |                       |
| Şahin 34’ | Marcatori | 9’ Usami 23’ Hennings |

| Arbitro: | Schröder |

|                                 |           |                 |
| Hennings 2’ Zimmer 6’ Raman 55’ | Marcatori | 57’ Stoppelkamp |

| Arbitro: | Stieler |

|  |           |                       |
|  | Marcatori | 35’ Raman 76’ Neuhaus |

| Arbitro: | Willenborg |

|            |           |  |
| Kujović 2’ | Marcatori |  |

| Bochum 30 ottobre 2017, ore 20:30 12ª giornata | Bochum | 0 – 0 referto | Fortuna Düsseldorf | Vonovia Ruhrstadion (27.599 spett.)\| Arbitro: \| Cortus \| |
| Arbitro:                                       | Cortus |               |                    |                                                             |

| Arbitro: | Koslowski |

|                        |           |                                    |
| Hennings 78’ Raman 90’ | Marcatori | 83’ Verhoek 90’ (rig.) Schnatterer |

| Arbitro: | Schlager |

|             |           |  |
| Morales 45’ | Marcatori |  |

| Arbitro: | Brand |

|           |           |                                   |
| Raman 31’ | Marcatori | 4’ Hartmann 5’ Röser 10’ Duljević |

| Arbitro: | Petersen |

|                           |           |                        |
| Schindler 55’ Drexler 70’ | Marcatori | 43’ Raman 85’ Hennings |

| Arbitro: | Rohde |

|  |           |                            |
|  | Marcatori | 67’ Werner 77’ Margreitter |

#### Girone di ritorno
| Arbitro: | Alt |

|  |           |           |
|  | Marcatori | 9’ Lovren |

| Arbitro: | Badstübner |

|                               |           |           |
| Raman 30’ Hennings 70’ (rig.) | Marcatori | 63’ Munsy |

| Arbitro: | Stieler |

|                   |           |                                            |
| Moritz 48’ (rig.) | Marcatori | 64’ (rig.) Haraguchi 78’ Raman 89’ Schmitz |

| Arbitro: | Jöllenbeck |

|             |           |  |
| Hoffmann 2’ | Marcatori |  |

| Arbitro: | Hartmann |

|                                      |           |             |
| Skrzybski 67’ (rig.), 90’ Polter 71’ | Marcatori | 41’ Neuhaus |

| Arbitro: | Storks |

|           |           |            |
| Usami 76’ | Marcatori | 10’ Wittek |

| Arbitro: | Fritz |

|                                                        |           |                                 |
| Grüttner 37’ Nietfeld 40’ Knoll 60’ (rig.) Adamyan 65’ | Marcatori | 3’ Hennings 13’ Raman 15’ Usami |

| Arbitro: | Gerach |

|                       |           |                |
| Hoffmann 8’ Usami 74’ | Marcatori | 90’ Bouhaddouz |

| Arbitro: | Stegemann |

|             |           |                        |
| Tashchy 90’ | Marcatori | 40’ Hennings 88’ Usami |

| Arbitro: | Jöllenbeck |

|                                                |           |                       |
| Hennings 31’ Sobottka 57’ Bodzek 68’ Raman 71’ | Marcatori | 25’ Börner 50’ Schütz |

| Arbitro: | Reichel |

|           |           |  |
| Kempe 38’ | Marcatori |  |

| Arbitro: | Zwayer |

|                     |           |                       |
| Hennings 80’ (rig.) | Marcatori | 70’ Eisfeld 75’ Kruse |

| Arbitro: | Dietz |

|                            |           |           |
| Dovedan 23’, 56’ Kraus 79’ | Marcatori | 51’ Usami |

| Arbitro: | Gräfe |

|                                        |           |  |
| Hennings 7’ Gießelmann 39’ Bormuth 65’ | Marcatori |  |

| Arbitro: | Hartmann |

|          |           |                         |
| Koné 64’ | Marcatori | 9’ Neuhaus 90’ Hennings |

| Arbitro: | Ittrich |

|           |           |             |
| Raman 75’ | Marcatori | 77’ Ducksch |

| Arbitro: | Steinhaus |

|                            |           |                                    |
| Margreitter 6’ Leibold 12’ | Marcatori | 37’ Usami 59’ Gießelmann 90’ Ayhan |

### Coppa di Germania
| Arbitro: | Osmers |

|          |           |                             |
| Klos 55’ | Marcatori | 68’, 96’ Hennings 120’ Fink |

| Arbitro: | Gräfe |

|  |           |            |
|  | Marcatori | 52’ Hazard |

## Statistiche

### Statistiche di squadra
| Competizione      | Punti | In casa | In casa | In casa | In casa | In casa | In casa | In trasferta | In trasferta | In trasferta | In trasferta | In trasferta | In trasferta | Totale | Totale | Totale | Totale | Totale | Totale | DR  |
| Competizione      | Punti | G       | V       | N       | P       | Gf      | Gs      | G            | V            | N            | P            | Gf           | Gs           | G      | V      | N      | P      | Gf     | Gs     | DR  |
| ----------------- | ----- | ------- | ------- | ------- | ------- | ------- | ------- | ------------ | ------------ | ------------ | ------------ | ------------ | ------------ | ------ | ------ | ------ | ------ | ------ | ------ | --- |
| 2. Bundesliga     | 63    | 17      | 10      | 4       | 3       | 30      | 20      | 17           | 9            | 2            | 6            | 27           | 24           | 34     | 19     | 6      | 9      | 57     | 44     | +13 |
| Coppa di Germania | -     | 1       | 0       | 0       | 1       | 0       | 1       | 1            | 1            | 0            | 0            | 3            | 1            | 2      | 1      | 0      | 1      | 3      | 2      | +1  |
| Totale            | -     | 18      | 10      | 4       | 4       | 30      | 21      | 18           | 10           | 2            | 6            | 30           | 25           | 36     | 20     | 6      | 10     | 60     | 46     | +14 |

### Andamento in campionato
| Giornata  | 1 | 2 | 3 | 4 | 5 | 6 | 7 | 8 | 9 | 10 | 11 | 12 | 13 | 14 | 15 | 16 | 17 | 18 | 19 | 20 | 21 | 22 | 23 | 24 | 25 | 26 | 27 | 28 | 29 | 30 | 31 | 32 | 33 | 34 |
| --------- | - | - | - | - | - | - | - | - | - | -- | -- | -- | -- | -- | -- | -- | -- | -- | -- | -- | -- | -- | -- | -- | -- | -- | -- | -- | -- | -- | -- | -- | -- | -- |
| Luogo     | C | T | C | T | C | T | C | T | C | T  | C  | T  | C  | T  | C  | T  | C  | T  | C  | T  | C  | T  | C  | T  | C  | T  | C  | T  | C  | T  | C  | T  | C  | T  |
| Risultato | N | V | V | V | V | P | V | V | V | V  | V  | N  | N  | P  | P  | N  | P  | V  | V  | V  | V  | P  | N  | P  | V  | V  | V  | P  | P  | P  | V  | V  | N  | V  |
| Posizione | 8 | 4 | 3 | 1 | 1 | 3 | 1 | 1 | 1 | 1  | 1  | 1  | 1  | 2  | 2  | 2  | 3  | 1  | 1  | 1  | 1  | 1  | 2  | 2  | 1  | 1  | 1  | 1  | 1  | 1  | 1  | 1  | 2  | 1  |

Legenda:

Luogo: C = Casa; T = Trasferta. Risultato: V = Vittoria; N = Pareggio; P = Sconfitta.

### Statistiche dei giocatori
| Giocatore        | 2. Bundesliga | 2. Bundesliga | 2. Bundesliga | 2. Bundesliga | Coppa di Germania | Coppa di Germania | Coppa di Germania | Coppa di Germania | Totale   | Totale | Totale      | Totale     |
| Giocatore        | Presenze      | Reti          | Ammonizioni   | Espulsioni    | Presenze          | Reti              | Ammonizioni       | Espulsioni        | Presenze | Reti   | Ammonizioni | Espulsioni |
| ---------------- | ------------- | ------------- | ------------- | ------------- | ----------------- | ----------------- | ----------------- | ----------------- | -------- | ------ | ----------- | ---------- |
| M. Rensing       | 3             | 0             | 0             | 0             | 1                 | 0                 | 0                 | 0                 | 4        | 0      | 0           | 0          |
| T. Stuckmann     | -             | -             | -             | -             | -                 | -                 | -                 | -                 | -        | -      | -           | -          |
| T. Wiesner       | 1             | 0             | 0             | 0             | -                 | -                 | -                 | -                 | 1        | 0      | 0           | 0          |
| R. Wolf          | 31            | 0             | 1             | 0             | 1                 | 0                 | 0                 | 0                 | 32       | 0      | 1           | 0          |
| M. Zelic         | -             | -             | -             | -             | -                 | -                 | -                 | -                 | -        | -      | -           | -          |
| K. Ayhan         | 31            | 1             | 8             | 2             | 1                 | 0                 | 0                 | 1                 | 32       | 1      | 8           | 3          |
| R. Bormuth       | 22            | 1             | 0             | 0             | 2                 | 0                 | 0                 | 0                 | 24       | 1      | 0           | 0          |
| N. Gießelmann    | 33            | 3             | 7             | 0             | 2                 | 0                 | 0                 | 0                 | 35       | 3      | 7           | 0          |
| G. Gül           | -             | -             | -             | -             | -                 | -                 | -                 | -                 | -        | -      | -           | -          |
| A. Lucoqui       | -             | -             | -             | -             | 1                 | 0                 | 0                 | 0                 | 1        | 0      | 0           | 0          |
| J. Schauerte     | 17            | 0             | 2             | 0             | 2                 | 0                 | 0                 | 0                 | 19       | 0      | 2           | 0          |
| L. Schmitz       | 13            | 1             | 1             | 0             | -                 | -                 | -                 | -                 | 13       | 1      | 1           | 0          |
| J. Zimmer        | 29            | 1             | 4             | 0             | 2                 | 0                 | 0                 | 0                 | 31       | 1      | 4           | 0          |
| A. Bodzek        | 24            | 1             | 6             | 0             | -                 | -                 | -                 | -                 | 24       | 1      | 6           | 0          |
| T. Duman         | -             | -             | -             | -             | -                 | -                 | -                 | -                 | -        | -      | -           | -          |
| O. Fink          | 22            | 0             | 3             | 0             | 2                 | 1                 | 0                 | 0                 | 24       | 1      | 3           | 0          |
| K. Froese        | -             | -             | -             | -             | -                 | -                 | -                 | -                 | -        | -      | -           | -          |
| G. Haraguchi     | 13            | 1             | 1             | 0             | -                 | -                 | -                 | -                 | 13       | 1      | 1           | 0          |
| A. Hoffmann      | 20            | 2             | 5             | 0             | 2                 | 0                 | 1                 | 0                 | 22       | 2      | 6           | 0          |
| J. Kinjo         | -             | -             | -             | -             | -                 | -                 | -                 | -                 | -        | -      | -           | -          |
| D. Lovren        | 14            | 1             | 1             | 0             | 1                 | 0                 | 0                 | 0                 | 15       | 1      | 1           | 0          |
| F. Neuhaus       | 27            | 6             | 5             | 0             | 2                 | 0                 | 1                 | 0                 | 29       | 6      | 6           | 0          |
| M. Sobottka      | 32            | 4             | 7             | 0             | 2                 | 0                 | 0                 | 0                 | 34       | 4      | 7           | 0          |
| T. Usami         | 28            | 8             | 0             | 0             | 1                 | 0                 | 0                 | 0                 | 29       | 8      | 0           | 0          |
| R. Hennings      | 33            | 13            | 7             | 0             | 2                 | 2                 | 0                 | 0                 | 35       | 15     | 7           | 0          |
| J. Kiesewetter   | 3             | 0             | 0             | 0             | -                 | -                 | -                 | -                 | 3        | 0      | 0           | 0          |
| E. Kujović       | 20            | 2             | 0             | 0             | 2                 | 0                 | 0                 | 0                 | 22       | 2      | 0           | 0          |
| K. Majić         | -             | -             | -             | -             | -                 | -                 | -                 | -                 | -        | -      | -           | -          |
| H. Nielsen       | 23            | 0             | 1             | 0             | -                 | -                 | -                 | -                 | 23       | 0      | 1           | 0          |
| B. Raman         | 28            | 10            | 6             | 0             | 1                 | 0                 | 1                 | 0                 | 29       | 10     | 7           | 0          |
| I. Bebou         | 4             | 2             | 2             | 0             | 1                 | 0                 | 0                 | 0                 | 5        | 2      | 2           | 0          |
| A. Bellinghausen | 1             | 0             | 0             | 0             | -                 | -                 | -                 | -                 | 1        | 0      | 0           | 0          |